# 立陶宛—莫斯科战争 (1368年—1372年)
1368年至1372年的立陶宛—莫斯科战争（俄语：Литовско-московская война，也称为）是指立陶宛大公阿尔吉尔达斯為支持莫斯科大公国的主要竞争对手特维尔大公国而於1368、1370、1372年三次進攻莫斯科大公国以及莫斯科大公德米特里·顿斯科伊。1368年和1370年，立陶宛围攻莫斯科并烧毁了定居点，但没能成功夺取克里姆林宫。1372年，立陶宛军队在柳布茨克附近遇阻，经过对峙，雙方达成了柳布茨克条约。立陶宛同意停止对特维尔大公国的援助，特维尔大公国最終於1375年被打败。特维尔大公米哈伊尔·亚历山德罗维奇被迫认德米特里为「哥哥」。